# Тель-Калях
Тель-Калях (араб. تلكلخ) — місто в центрі Сирії, в провінції Хомс. Місто лежить на кордоні з Ліваном, що проходить південніше від меж міста. Відповідно до даних Сирійського центрального бюро статистики, за переписом 2004 р., населення міста становило 18 412 осіб.
З початком громадянської війни, місто перейшло під контроль антиурядових сил. 12 лютого 2013, Сі-ен-ен повідомило, що місто перебувало під контролем повстанців, хоча урядові війська були лише за кілька ярдів та розташовувалися навколо міста. Однак не було ніяких бойових дій ані в самому місті, ані навколо нього завдяки посередництва місцевого шейха і члена парламенту, етнічного алавіта, завдяки яким було досягнуто припинення вогню між протиборчими сторонами. У червні 2013 р. урядові війська ввійшли в Тель-Калях, відновивши контроль над містом.